# (12047) Hideomitani
(12047) Hideomitani est un astéroïde de la ceinture principale.

## Description
(12047) Hideomitani est un astéroïde de la ceinture principale. Il fut découvert le 3 avril 1997 à Kitami par Kin Endate et Kazuro Watanabe. Il présente une orbite caractérisée par un demi-grand axe de 2,99 UA, une excentricité de 0,04 et une inclinaison de 10,1° par rapport à l'écliptique.

## Compléments